# Routine (linguistica)
In linguistica pragmatica, per routine (o routine conversazionale) si intende un atto linguistico privo di autentica forza pragmatica. Sono routine, ad esempio, saluti e congedi (sempre che non rivelino una maggiore o minore formalità della interlocuzione) o gli scambi del tipo Come sta/stai? - Bene (ammesso che ci si attenda davvero una risposta).